# Contea di Santa Cruz (Arizona)
La contea di Santa Cruz, in inglese Santa Cruz County, è una contea dello Stato dell'Arizona, negli Stati Uniti. La popolazione al censimento del 2000 era di 38 381 abitanti. Il capoluogo di contea è Nogales.

## Geografia fisica
Lo United States Census Bureau certifica che l'estensione della contea è di 3207 km², di cui 3205 km² composti da terra e i rimanenti 2 km² composti di acqua. Per superficie, è la contea più piccola dell'Arizona.

## Contee e municipalità confinanti
- Contea di Pima - nord-ovest
- Contea di Cochise - est
- Heroica Nogales (Sonora, Messico) - sud
- Santa Cruz (Sonora, Messico) - sud
- Sáric(Sonora, Messico) - sud

## Storia
La contea venne costituita il 15 marzo 1899 e deve il suo nome al fiume Santa Cruz.

## Comuni
| - Amado - Beyerville - Elgin - Nogales - (capoluogo) city - Patagonia - town | - Rio Rico - Sonoita - Tubac - Tumacacori-Carmen |